# Lukas Benner

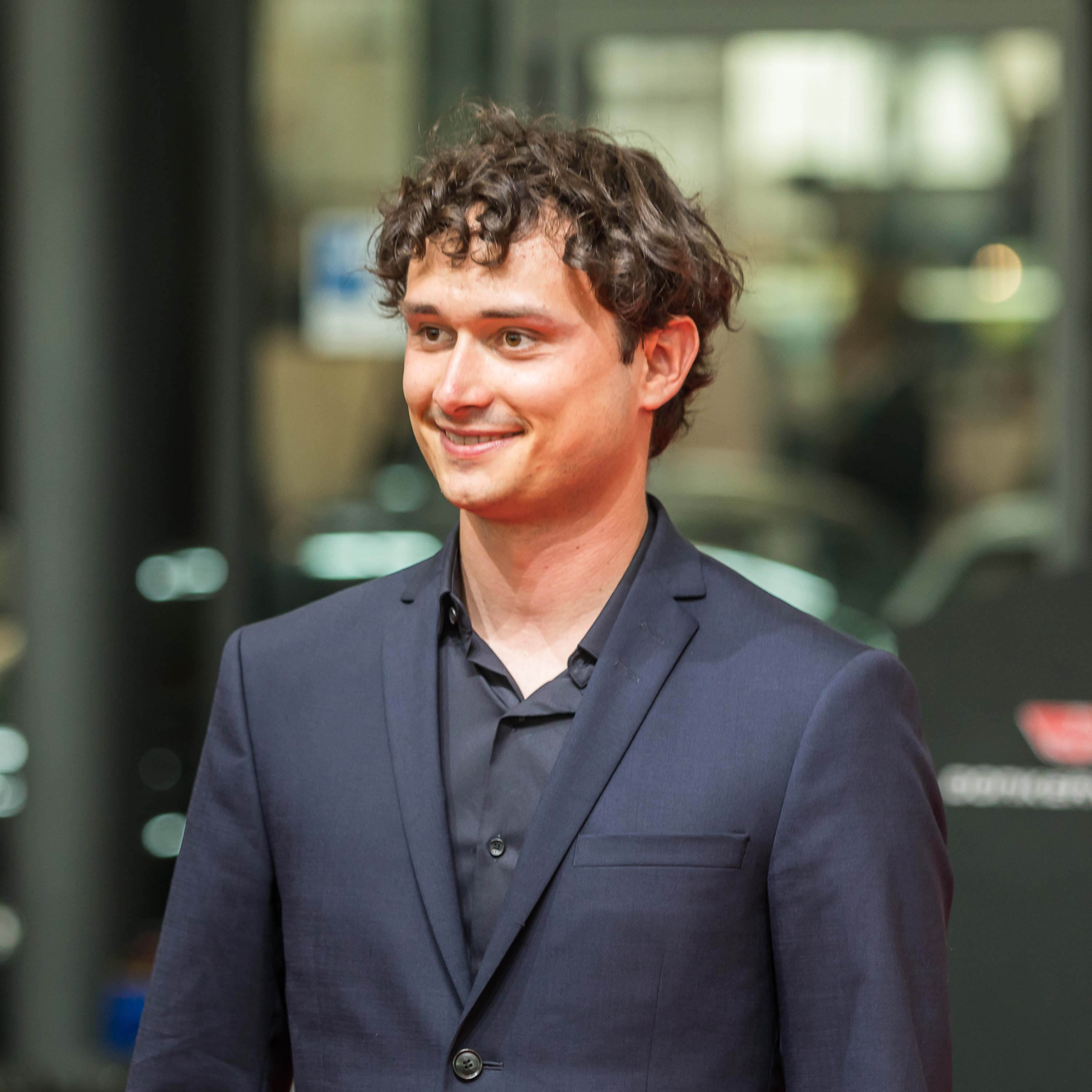
Lukas Benner, 2022

Lukas Benner (* 20. Februar 1996 in Aachen) ist ein deutscher Politiker (Bündnis 90/Die Grünen). Seit 2021 ist er Mitglied des Deutschen Bundestags.

## Leben
Benner wuchs in Rott auf, einem Ortsteil der Gemeinde Roetgen in der Städteregion Aachen, und absolvierte 2014 sein Abitur am Inda-Gymnasium in Aachen-Kornelimünster. Nach einem Auslandsaufenthalt in Neuseeland studierte er ab 2015  Rechtswissenschaft an der Universität Bonn, wo er 2020 die Erste Juristische Staatsprüfung ablegte. Im Anschluss begann er an der Universität Greifswald unter der Betreuung von Michael Rodi ein rechtswissenschaftliches Promotionsstudium zur Dekarbonisierung der Schifffahrt und arbeitete ab Januar 2021 als wissenschaftliche Hilfskraft am Institut für Klimaschutz, Energie und Mobilität.

## Politik
Seit 2014 ist Benner Mitglied von Bündnis 90/Die Grünen. Seit November 2020 gehört er dem Städteregionstag Aachen an.
Bei der Bundestagswahl 2021 kandidierte er als Direktkandidat für Bündnis 90/Die Grünen im Bundestagswahlkreis Aachen II und erreichte dort 11,8 % der Erststimmen. Über den Listenplatz 26 der nordrhein-westfälischen Landesliste seiner Partei zog er in den 20. Deutschen Bundestag ein. Er war dort ordentliches Mitglied im Rechtsausschuss und Petitionsausschuss. Zudem war er stellvertretendes Mitglied im Unterausschuss Europarecht, dem Ausschuss für Inneres und Heimat, dem Ausschuss für Tourismus und dem Verkehrsausschuss. Er war Mitglied im 2. Untersuchungsausschuss der 20. Wahlperiode des Deutschen Bundestages.
Bei der Bundestagswahl 2025 kandidierte er als Direktkandidat im Bundestagswahlkreis Aachen I. Er erreichte dort 27,9 % der Erststimmen und unterlag damit Armin Laschet. Über die Landesliste von Bündnis 90/Die Grünen zog er in den 21. Deutschen Bundestag ein. Dort ist er Mitglied und Obmann seiner Fraktion im Innenausschuss, Mitglied im Ausschuss für Recht und Verbraucherschutz und stellvertretendes Mitglied im Wahlausschuss.